# نانسی سگال
نانسی سگال (انگلیسی: Nancy Segal؛ زادهٔ ۱۹۵۱ (۷۳–۷۴ سال)) با تخصص در روان‌شناسی فرگشتی و ژنتیک رفتاری اهل ایالات متحده آمریکا است.